# Yttrotantalite-(Y)
L'yttrotantalite-(Y) è un minerale.